# Здориков, Денис
Денис Здориков (р.4 мая 1983) — узбекистанский борец греко-римского стиля, призёр чемпионата Азии.

## Биография
Родился в 1983 году в Ташкенте. В 1998 году завоевал бронзовую медаль на Всемирных Юношеских Играх в Москве. Пять раз участвовал в чемпионатах Азии, вплотную подходя к пьедесталу, но лишь в 2006 году смог завоевать бронзовую медаль. В том же 2006 году стал победителем престижного международного турнира — мемориала Дэйва Шульца. Трижды участвовал в чемпионатах мира, но высоких результатов не достиг.